# Copa del Generalíssim de futbol 1958-59
La Copa del Generalíssim de futbol 1958-59 va ser la 55ena edició de la Copa d'Espanya.

## Primera Ronda
21 de desembre.
| Equip 1                   | Global | Equip 2                   | Anada | Tornada |
| ------------------------- | ------ | ------------------------- | ----- | ------- |
| CD Alavés                 | 1-5    | Cadis CF                  | 1-1   | 0-4     |
| CD Badajoz                | 7-5    | Sestao SC                 | 5-3   | 2-2     |
| Barakaldo CF              | 3-5    | Córdoba CF                | 0-2   | 3-3     |
| CD Basconia               | 6-3    | CD Málaga                 | 2-2   | 4-1     |
| Club Atlético de Ceuta    | 3-5    | CD Comtal                 | 3-4   | 0-1     |
| RC Deportivo de La Coruña | 6-4    | Club Atlético de Almería  | 3-0   | 3-4     |
| Elx CF                    | 7-4    | Girona FC                 | 5-0   | 2-4     |
| CE Eldenc                 | 6-2    | Real Avilés CF            | 4-0   | 2-2     |
| Club Ferrol               | 3-4    | CF Extremadura            | 2-0   | 1-4     |
| Hèrcules CF               | 6-1    | AD Rayo Vallecano         | 5-0   | 1-1     |
| Real Jaén CF              | 1-5    | Real Valladolid Deportivo | 1-1   | 0-4     |
| Llevant UE                | 5-4    | Terrassa FC               | 4-2   | 1-2     |
| CD Sabadell CF            | 1-4    | Real Murcia CF            | 1-4   | 0-0     |
| CD San Fernando           | 2-3    | SD Indauchu               | 1-0   | 1-3     |
| Real Santander SD         | 1-2    | AD Plus Ultra             | 0-0   | 1-2     |
| Real Unión Club           | 2-2    | CD Tenerife               | 2-0   | 0-2     |

- Desempat

| Equip 1         | Marcador | Equip 2     |
| --------------- | -------- | ----------- |
| Real Unión Club | 1-5      | CD Tenerife |

## Setzens de final
26 d'abril i 3 de maig.
| Equip 1                 | Global | Equip 2          | Anada | Tornada |
| ----------------------- | ------ | ---------------- | ----- | ------- |
| Club Atlético de Madrid | 5-3    | CD Basconia      | 5-1   | 0-2     |
| CD Badajoz              | 1-2    | CA Osasuna       | 0-0   | 1-2     |
| FC Barcelona            | 3-2    | Real Murcia CF   | 2-2   | 1-0     |
| Real Betis Balompié     | 6-4    | CD Tenerife      | 6-1   | 0-3     |
| Celta de Vigo           | 3-3    | CD Comtal        | 2-2   | 1-1     |
| Deportivo de La Coruña  | 3-2    | Reial Oviedo     | 1-0   | 2-2     |
| Club Deportivo Eldense  | 2-5    | Athletic Club    | 0-3   | 2-2     |
| CF Extremadura          | 0-8    | Reial Madrid CF  | 0-5   | 0-3     |
| Real Gijón              | 3-2    | Reial Valladolid | 2-0   | 1-2     |
| Granada CF              | 9-6    | Elx CF           | 8-1   | 1-5     |
| Hèrcules CF             | 1-2    | RCD Espanyol     | 1-1   | 0-1     |
| SD Indauchu             | 2-2    | Sevilla CF       | 2-2   | 0-0     |
| UD Las Palmas           | 2-3    | Cadis CF         | 2-1   | 0-2     |
| AD Plus Ultra           | 4-3    | Reial Societat   | 1-1   | 3-2     |
| València CF             | 7-2    | Córdoba CF       | 4-0   | 3-2     |
| Reial Saragossa         | 4-3    | Llevant UE       | 3-0   | 1-3     |

- Desempat

| Equip 1          | Marcador | Equip 2    |
| ---------------- | -------- | ---------- |
| RC Celta de Vigo | 1-0      | CD Comtal  |
| SD Indauchu      | 2-3      | Sevilla CF |

## Vuitens de final
10 i 17 de maig.
| Equip 1                | Global | Equip 2                 | Anada | Tornada |
| ---------------------- | ------ | ----------------------- | ----- | ------- |
| Real Betis Balompié    | 3-0    | Celta de Vigo           | 3-0   | 0-0     |
| Deportivo de La Coruña | 3-3    | AD Plus Ultra           | 3-1   | 0-2     |
| RCD Espanyol           | 2-5    | Club Atlético de Madrid | 1-0   | 1-5     |
| Real Gijón             | 0-6    | FC Barcelona            | 0-0   | 0-6     |
| Granada CF             | 10-3   | Cadis CF                | 6-0   | 4-3     |
| CA Osasuna             | 3-4    | Sevilla CF              | 2-2   | 1-2     |
| Reial Madrid CF        | 5-1    | Athletic Club           | 4-1   | 1-0     |
| Reial Saragossa        | 1-3    | València CF             | 0-2   | 1-1     |

- Desempat

| Equip 1                   | Marcador | Equip 2       |
| ------------------------- | -------- | ------------- |
| RC Deportivo de La Coruña | 1-2      | AD Plus Ultra |

## Quarts de final
24 i 31 de maig.
| Equip 1             | Global | Equip 2                 | Anada | Tornada |
| ------------------- | ------ | ----------------------- | ----- | ------- |
| Real Betis Balompié | 3-10   | FC Barcelona            | 0-6   | 3-4     |
| Reial Madrid CF     | 3-2    | Sevilla CF              | 3-1   | 0-1     |
| AD Plus Ultra       | 2-7    | Granada CF              | 1-4   | 1-3     |
| València CF         | 5-2    | Club Atlético de Madrid | 2-1   | 3-1     |

## Semifinals
7 i el 14 de juny.
| Equip 1         | Global | Equip 2      | Anada | Tornada |
| --------------- | ------ | ------------ | ----- | ------- |
| Granada CF      | 1-1    | València CF  | 1-0   | 0-1     |
| Reial Madrid CF | 3-7    | FC Barcelona | 2-4   | 1-3     |

- Desempat

| Equip 1    | Marcador | Equip 2     |
| ---------- | -------- | ----------- |
| Granada CF | 3-1      | València CF |

## Final
| FC Barcelona                                  | 4 - 1 | Granada CF  |
| --------------------------------------------- | ----- | ----------- |
| E. Martínez 2' · Kocsis 10', 76' · Tejada 67' |       | Arsenio 58' |

## Campió
| Campions de la Copa d'Espanya 1959 |
| ---------------------------------- |
| Futbol Club Barcelona 14è títol    |